# فرودگاه صحرایی بد-اه-ویک
فرودگاه صحرایی بد-اه-ویک (به انگلیسی: Bed-ah-Wick Field) یک فرودگاه خصوصی عملیاتی است که یک باند فرود چمن دارد و طول باند آن ۵۴۹ متر است. این فرودگاه در کشور ایالات متحده آمریکا قرار دارد و در ارتفاع ۲۳۹٫۹ متری از سطح دریا واقع شده‌است.